# Антигуа и Барбуда на летних Олимпийских играх 2004
Антигуа и Барбуда принимали участие в Летних Олимпийских играх 2004 года в Афинах (Греция) в седьмой раз за свою историю, но не завоевали ни одной медали. Сборную страны представляли две женщины и трое мужчин.

## Состав и результаты

### Лёгкая атлетика
Мужчины
| Спортсмен        | Дисциплина | Предварительный раунд | Предварительный раунд | Четвертьфинал | Четвертьфинал | Полуфинал | Полуфинал | Финал     | Финал     |
| Спортсмен        | Дисциплина | Результат             | Место                 | Результат     | Место         | Результат | Место     | Результат | Место     |
| ---------------- | ---------- | --------------------- | --------------------- | ------------- | ------------- | --------- | --------- | --------- | --------- |
| Дэниел Бэйли     | 100 м      | 10.51                 | 6                     | Не прошёл     | Не прошёл     | Не прошёл | Не прошёл | Не прошёл | Не прошёл |
| Брендан Кристиан | 200 м      | 20.71                 | 5 Q                   | 20.63         | 7             | Не прошёл | Не прошёл | Не прошёл | Не прошёл |

Женщины
| Спортсмен     | Дисциплина | Предварительный раунд | Предварительный раунд | Четвертьфинал | Четвертьфинал | Полуфинал | Полуфинал | Финал     | Финал     |
| Спортсмен     | Дисциплина | Результат             | Место                 | Результат     | Место         | Результат | Место     | Результат | Место     |
| ------------- | ---------- | --------------------- | --------------------- | ------------- | ------------- | --------- | --------- | --------- | --------- |
| Хизер Самуэль | 100 м      | 12.05                 | 6                     | Не прошла     | Не прошла     | Не прошла | Не прошла | Не прошла | Не прошла |

### Плавание
Мужчины
| Спортсмен     | Соревнование        | Предварительный раунд | Предварительный раунд | Полуфинал | Полуфинал | Финал     | Финал     |
| Спортсмен     | Соревнование        | Результат             | Место                 | Результат | Место     | Результат | Место     |
| ------------- | ------------------- | --------------------- | --------------------- | --------- | --------- | --------- | --------- |
| Малик Уильямс | 50 м вольным стилем | 32.86                 | 82                    | Не прошёл | Не прошёл | Не прошёл | Не прошёл |

Женщины
| Спортсмен       | Соревнование        | Предварительный раунд | Предварительный раунд | Полуфинал | Полуфинал | Финал     | Финал     |
| Спортсмен       | Соревнование        | Результат             | Место                 | Результат | Место     | Результат | Место     |
| --------------- | ------------------- | --------------------- | --------------------- | --------- | --------- | --------- | --------- |
| Кристал Клэшинг | 50 м вольным стилем | 31.55                 | 67                    | Не прошла | Не прошла | Не прошла | Не прошла |